# Ficus thonningii
Ficus thonningii es una especie de árbol o arbusto del género Ficus dentro de la familia Moraceae, nativo de África, incluyendo Eritrea, Kenia y Tanzania.

## Descripción
Árbol siempreverde de gran desarrollo de ancha y densa copa, con tronco grueso ramificado a poca altura, que produce un jugo lechoso y gomoso, denominado látex. 
Corteza grisácea, lisa. Base del tronco ensanchada. Ramaje abundante, lo que lo hace un excelente árbol de sombra para paseos.
Hojas alternas, de 4 a 9 cm de longitud, de color verde brillante en el haz, algo coriáceas, de forma ovoide elíptica, con la base y el ápice atenuados. 
El Fruto es un fruto falso, denominado higo, que en realidad es un conjunto de flores modificadas (inflorescencia) en una estructura jugosa, se encuentran dispuestos en forma axilar, sésiles, normalmente agrupados en pares, con forma algo piriforme y son de color verde amarillento, tornándose púrpura en la madurez. Miden algo menos de 1 cm de diámetro. Están presentes casi todo el año, cayendo continuamente al suelo. Como otros miembros del subénero Urostigma es polinizado por avispas de los higos de los géneros Pegoscapus o Pleistodontes.

## Localización
F. thonningii se encuentra ampliamente distribuido como planta ornamental, siendo uno de los árboles más comunes en las calles de los países de clima cálido. 
El polinizador simbiótico, la avispa de los higos Parapristina verticillata, se ha intoducido junto con F. microcarpa, en numerosos países. Este árbol se considera como especie invasora en Hawái, Florida, y Bermuda, además de en Centroamérica y Suramérica.[cita requerida]

## Cultivo y usos
Además de su cultivo como planta de sombra en las calles de los países cálidos.
Se cultiva como planta de interiores en las viviendas de los países más fríos y como planta de bonsáis. Debido a su origen es una planta a la que no le gustan las bajas temperaturas, por lo que en invierno hay que protegerla del frío en el interior de casa o en un invernadero cálido, con mucha luz, pero sin sol directo, y a temperaturas superiores a 12 °C. 
Hay que tener especial cuidado con los cambios bruscos de temperatura debido a que es muy sensible a estos y podría llegar a perder todas las hojas por esta razón.
Durante el resto del año su situación deberá ser exterior, parcialmente sombreado, consiguiendo así que recupere su color verde y un crecimiento de los tallos y hojas a un tamaño más adecuado a su cultivo como bonsái. 
No obstante, en las zonas de clima mediterráneo puede vivir en el exterior durante todo el año.

## Ecología
Las hojas de esta planta sirven de alimentación a las larvas de las polillas Agape chloropyga.

## Taxonomía
Ficus thonningii fue descrita por Carl Ludwig Blume y publicado en Rumphia 2: 17. 1836.
Etimología
Ficus: nombre genérico que se deriva del nombre dado en latín al higo.
thonningii: epíteto latino que significa "con pequeñas semillas".
Sinonimia
| - Ficus annobonensis Mildbr. & Hutch. - Ficus basarensis Warb. ex Mildbr. & Burret - Ficus bequaertii De Wild. - Ficus bongoensis Warb. - Ficus burkei (Miq.) Miq. - Ficus butaguensis De Wild. - Ficus chlamydodora Warb. ex Engl. - Ficus cognata N.E.Br. - Ficus crassipedicellata De Wild. - Ficus cyphocarpa Mildbr. - Ficus dekdekena (Miq.) A.Rich. - Ficus dinteri Warb. - Ficus dissocarpa Hochst. ex A.Rich. - Ficus dusenii Warb. - Ficus erici-rosenii R.E.Fr. - Ficus eriocarpa Warb. - Ficus galpinii Warb. - Ficus goetzei Warb. - Ficus hochstetteri A.Rich. - Ficus iteophylla Miq. - Ficus kagerensis Lebrun & Touss. - Ficus mabifolia Warb. - Ficus mammigera R.E.Fr. | - Ficus medullaris Warb. - Ficus microcarpa Vahl - Ficus neriifolia A.Rich. - Ficus neurocarpa Lebrun & Touss. - Ficus persicifolia Welw. ex Warb. - Ficus petersii Warb. - Ficus phillipsii Burtt Davy & Hutch. - Ficus psilopoga Welw. ex Ficalho - Ficus pubicosta Warb. ex De Wild. & T.Durand - Ficus rhodesiaca Warb. ex Mildbr. & Burret - Ficus rokko Warb. & Schweinf - Ficus ruficeps Warb. - Ficus rupicola Lebrun & Touss. - Ficus ruspolii Warb. - Ficus schimperi (Miq.) A.Rich. - Ficus schinziana Warb. - Ficus spragueana Mildbr. & Burret - Ficus tropophyton Lebrun & Touss. - Urostigma burkei Miq. - Urostigma dekdekena Miq. - Urostigma hochstetteri Miq. - Urostigma schimperi Miq. |